# Кильеко
Кильеко (исп. Quilleco) — посёлок в Чили. Административный центр одноимённой коммуны. Население — 1969 человек (2002). Посёлок и коммуна входит в состав провинции Био-Био и области Био-Био.
Территория коммуны — 1121,8 км². Численность населения — 10 462 жителя (2007). Плотность населения — 9,33 чел./км².

## Расположение
Посёлок расположен в 119 км юго-восточнее административного центра области — города Консепсьон и в 33 км восточнее административного центра провинции — города Лос-Анхелес.
Коммуна граничит:
- на северо-востоке — с коммунами Антуко, Тукапель
- на востоке — с коммуной Санта-Барбара
- на юге — с коммуной Санта-Барбара
- на западе — с коммуной Лос-Анхелес

## Демография
Согласно сведениям, собранным в ходе переписи Национальным институтом статистики,  население коммуны составляет 10 462 человека, из которых 5384 мужчины и 5078 женщин.
Население коммуны составляет 0,53 % от общей численности населения области Био-Био. 40,79 %  относится к сельскому населению и 59,21 % — городское население.

### Важнейшие населённые пункты коммуны
- Кильеко (посёлок) — 1969 жителей
- Вилья-Мерседес (посёлок) — 1799 жителей
- Лас-Кантерас (посёлок) — 1718 жителей